# Werk Glaube und Schönheit
 Der er for få eller ingen kildehenvisninger i denne artikel, hvilket er et problem. Du kan hjælpe ved at angive troværdige kilder til de påstande, som fremføres i artiklen.

Werk Glaube und Schönheit (Tro og Skønhed) var en organisation, der blev stiftet i 1938 og fungerede som bindeled mellem Bund Deutscher Mädel og NS-Frauenschaft. 
Når de tyske piger blev 18 år, kunne de vælge at blive optaget i Glaube und Schönheit. Her blev de uddannet til husgerning og forberedelse til at blive gift. Tro og Skønhed skulle give de unge kvinder mellem 17 og 21 år åndelig og fysisk ynde, og de blev hurtigt nazisternes skoleeksempel på, hvordan den ideelle kvinde skulle være.